# Savoia-Marchetti SM.84
Die Savoia-Marchetti S.M.84 war ein mittelschwerer dreimotoriger italienischer Bomber von 1940.

## Geschichte und Konstruktion

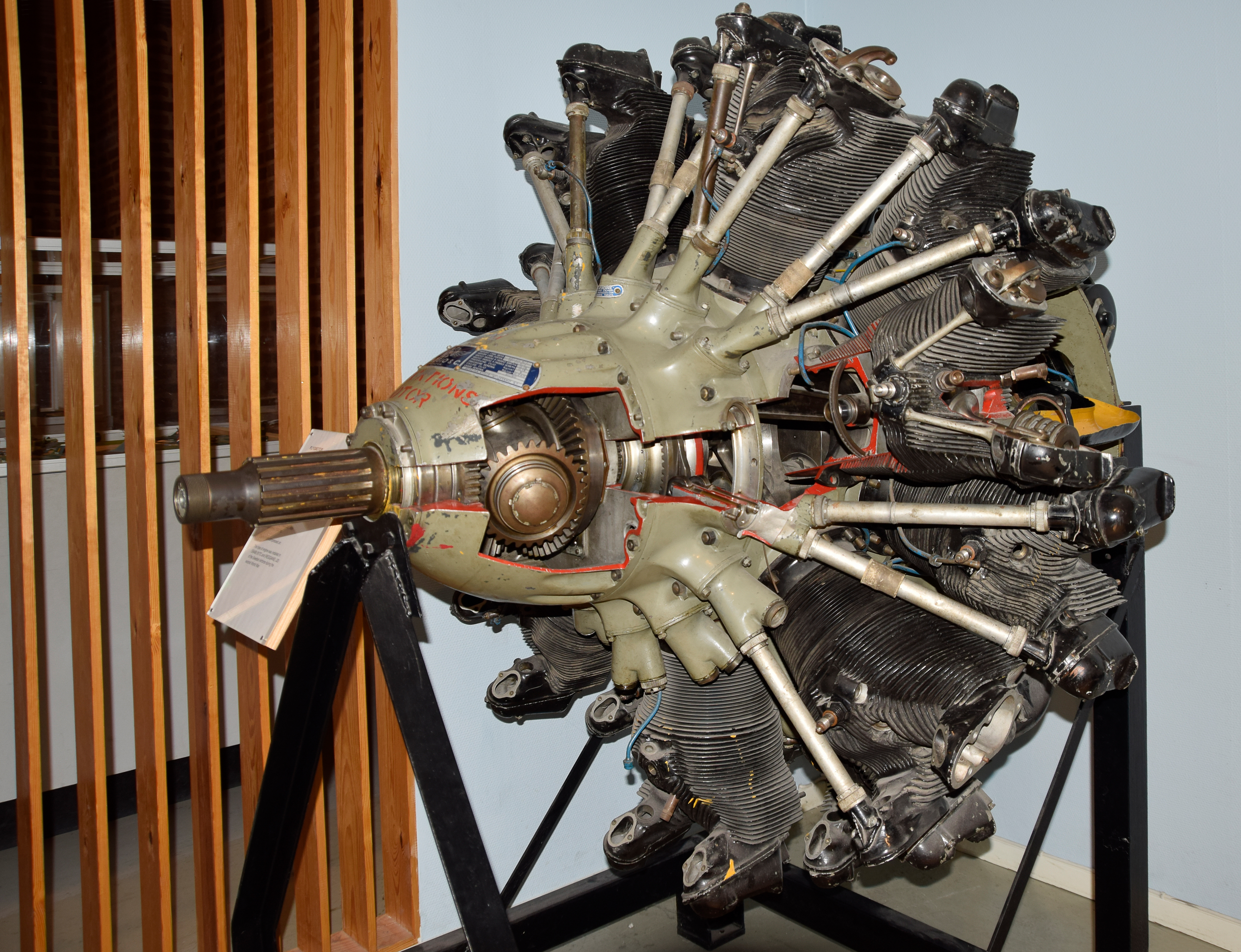
Sternmotor Piaggio-P.XI

Die SM.84 sollte der Nachfolger der Savoia-Marchetti SM.79 werden. Der Ursprung lag bereits im Jahre 1935, als das zweimotorige Transportflugzeug Savoia-Marchetti S.74 als Prototyp entstand. Es verlor allerdings die Ausschreibung gegen die Fiat G.18.
Die SM.84 erhielt einen ausfahrbaren Waffenturm in unteren vorderen Rumpf sowie einen Waffenturm auf dem Rumpf hinter dem Cockpit. Im Rumpf konnten bis zu 1.600 kg Bomben geladen werden oder zwei Torpedos. Die Maschine wurde von drei Piaggio-P.XI-RC40-Motoren mit je 1.000 PS angetrieben.
Das Flugzeug erfüllte allerdings nicht die Erwartungen, da es nicht besonders manövrierfähig war und die Bomben und Torpedos nur unpräzise abgeworfen werden konnten. Die Motoren waren unzuverlässig. So blieb die SM.79 auch weiterhin im Einsatz. Trotzdem begann 1941 die Serienproduktion der SM.84.

## Varianten
- SM.84ter mit stärkeren 1.500 PS leistenden Piaggio-P.XII-Motoren
- SM.89 zweimotorige Kampfbomber-Variante der SM.84 von 1941 mit 1.500 PS leistenden Piaggio-P.XII-RC.35-Motoren

## Einsatzgeschichte
Die SM.84 wurde zusammen mit der CANT Z.1007bis, Fiat BR.20 und SM.79 eingesetzt. Die erste Einheit, die SM.84-Maschinen verwendete, war die 41° Gruppo Bombardamento Terrestre. Am 27. September 1941 beschädigte ein Torpedo einer SM.84 das Schlachtschiff Nelson schwer. Ab 1943 wurde die SM.84 von der vorderen Front zurückzogen.
Sechs SM.84 bzw. SM.84bis wurden 1942 an die slowakische Luftwaffe geliefert. Insgesamt wurden 246 Maschinen produziert.

## Militärische Nutzer
Deutsches Reich
- Luftwaffe

 Königreich Italien
- Regia Aeronautica
- Aeronautica Cobelligerante Italiana

 Italienische Sozialrepublik
- Aeronautica Nazionale Repubblicana

 Italien
- Aeronautica Militare

 Slowakei
- Slovenské vzdušné zbrane – bis Kriegsende

## Technische Daten
| Kenngröße             | Daten                                                                          |
| --------------------- | ------------------------------------------------------------------------------ |
| Besatzung             | 5                                                                              |
| Länge                 | 17,93 m                                                                        |
| Spannweite            | 21,13 m                                                                        |
| Höhe                  | 4,59 m                                                                         |
| Flügelfläche          | 61 m²                                                                          |
| Flügelstreckung       | 7,3                                                                            |
| Startmasse            | 8.847 kg                                                                       |
| max. Startmasse       | 13.288 kg                                                                      |
| Antrieb               | 3 × 14-Zylinder-Doppelsternmotor Piaggio P.XI RC40 mit je 1.000 PS (736 kW)    |
| Höchstgeschwindigkeit | 432 km/h in 4.600 m Höhe                                                       |
| Dienstgipfelhöhe      | 7.900 m                                                                        |
| Reichweite            | 1.830 km                                                                       |
| Bewaffnung            | 4 × 12,7-mm-MG Scotti/Isotta Fraschini, max. 1600 kg Bomben oder zwei Torpedos |